# مايكل فرايزر الثاني
مايكل فرايزر الثاني (بالإنجليزية: Michael Frazier II)‏ مواليد 8 مارس 1994 في ذا برونكس، هو لاعب كرة سلة أمريكي. بدأ مسيرته الاحترافية في سنة 2015. يلعب مع سكاليجيرا باسكت فيرونا في الدوري الإيطالي لكرة السلة الدرجة الثانية. يحمل الرقم 23. يبلغ طوله 6 قدم 4 بوصة (1.9 م). لعب كرة السلة الجامعية في جامعة فلوريدا.

## المسيرة الاحترافية
لعب مع لوس أنجلوس ديفيندرز في موسم 2015–2016، ثم لعب مع آيوا إنرجي في سنة 2016، ثم لعب مع فورت واين ماد أنتس في سنة 2016، ثم لعب مع سكاليجيرا باسكت فيرونا في سنة 2016.

## روابط خارجية
- مايكل فرايزر الثاني على موقع الاتحاد الدولي لكرة السلة (الإنجليزية)
- مايكل فرايزر الثاني على موقع إن بي أي (الإنجليزية)
- مايكل فرايزر الثاني على موقع سبورتس رفرنس (الإنجليزية)
- مايكل فرايزر الثاني على موقع كرة السلة الأوروبية.كوم (الإنجليزية)
- مايكل فرايزر الثاني على موقع إي إس بي إن.كوم (الإنجليزية)
- مايكل فرايزر الثاني على موقع كلية كرة السلة في سبورتس رفرنس.كوم (الإنجليزية)
- مايكل فرايزر الثاني على موقع ريلجم (الإنجليزية)
- مايكل فرايزر الثاني على موقع بروبوليرز (الإنجليزية)
- مايكل فرايزر الثاني على موقع سبورتس رفرنس (الإنجليزية)
- مايكل فرايزر الثاني على موقع سبورتس رفرنس (الإنجليزية)